# Dieter Schneider (Gewerkschaftsfunktionär)
Dieter Schneider (* 4. Februar 1931 in Cottbus; † 12. Juni 2008) war ein deutscher Gewerkschaftsfunktionär, Journalist und Historiker.

## Leben
Nach dem Ende des Zweiten Weltkriegs machte Schneider in Oldenburg eine Ausbildung als Tischler und wurde in der Jugendarbeit von SPD und Gewerkschaften aktiv. Danach war er eine Zeitlang als Sportjournalist mit besonderem Interesse für Fußball tätig.
Von 1957 bis 1989 arbeitete Schneider hauptamtlich für die deutschen Gewerkschaften, anfangs als Redakteur der Zeitschrift Das Mitbestimmungsgespräch bei der Hans-Böckler-Gesellschaft. In den Jahren 1961 bis 1971 gehörte er in Frankfurt/Main zum engeren Mitarbeiterkreis des einflussreichen IG-Metall Vorsitzenden Otto Brenner. Von 1971 bis Anfang 1973 leitete Schneider die Pressestelle der IG Bau-Steine-Erden.
Von 1973 bis 1989 war Schneider Chefredakteur des "ötv-magazin", der Mitgliederzeitschrift der Gewerkschaft Öffentliche Dienste, Transport und Verkehr (ÖTV). In dieser Funktion gehörte er gleichzeitig beratend dem geschäftsführenden Hauptvorstand der ÖTV an.
Neben seiner beruflichen Tätigkeit als Gewerkschaftsjournalist ist Schneider auch mit diversen Publikationen zur Geschichte der deutschen Arbeiterbewegung hervorgetreten.

## Schriften
- (mit Rudolf Kuda): Arbeiterräte in der Novemberrevolution: Ideen, Wirkungen, Dokumente. Frankfurt/M.: Suhrkamp, 1968 (edition suhrkamp 296), 4. Aufl. 1978, ISBN 978-3-518-10296-1.
- Zwischen Römer und Revolution, 1869-1969: 100 Jahre Sozialdemokraten in Frankfurt a.M. Hrsg. von der Sozialdemokratischen Partei, Unterbezirk Frankfurt a. M., Frankfurt/M: Bund-Verlag, 1969.
- (mit Rudolf Kuda): Mitbestimmung, Weg zur industriellen Demokratie? München: dtv, 1969.
- Anfänge. Zentralorganisation der Gemeinde- und Transportarbeiter 1896/97-1906/07. Gewerkschaft ÖTV. Stuttgart: Courier, 1986.
- (Hrsg.): Sie waren die ersten: Frauen in der Arbeiterbewegung. Frankfurt am Main: Büchergilde Gutenberg, 1988, ISBN 978-3-7632-3436-3.
- Mit dem gedruckten Wort die Welt bewegen: Neunzig Jahre Union-Druckerei 1900-1990. Frankfurt am Main: Union-Druckerei- und Verlagsanstalt, 1990.
- ... damit das Elend ein Ende hat: Hundert Jahre Zentralorganisation der Hafenarbeiter. Stuttgart: Courier, 1990.